# Lipotriches phanerura
Lipotriches phanerura là một loài Hymenoptera trong họ Halictidae. Loài này được Cockerell mô tả khoa học năm 1913.

## Hình ảnh

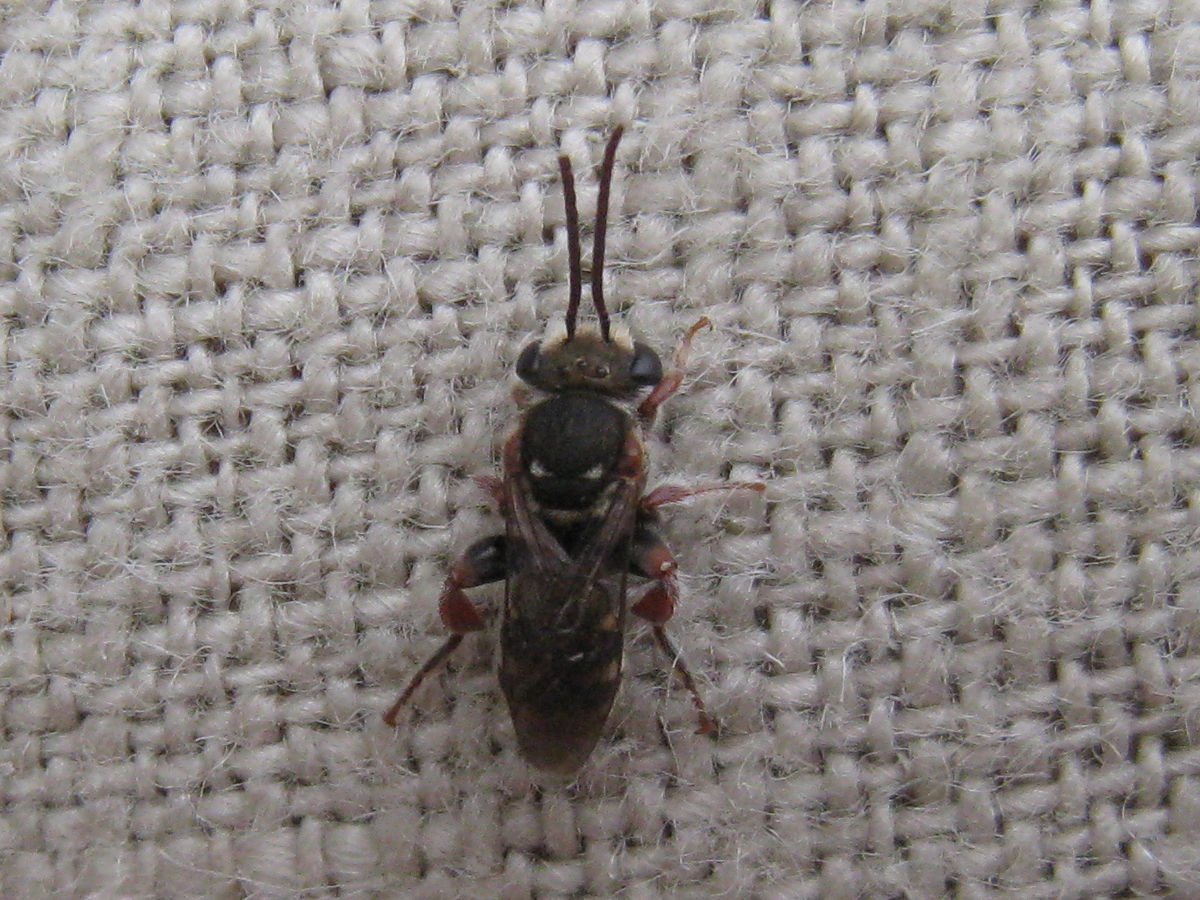
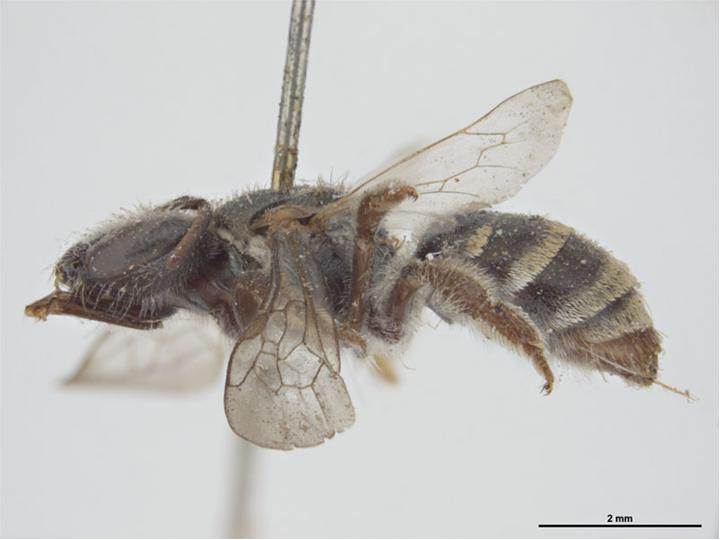
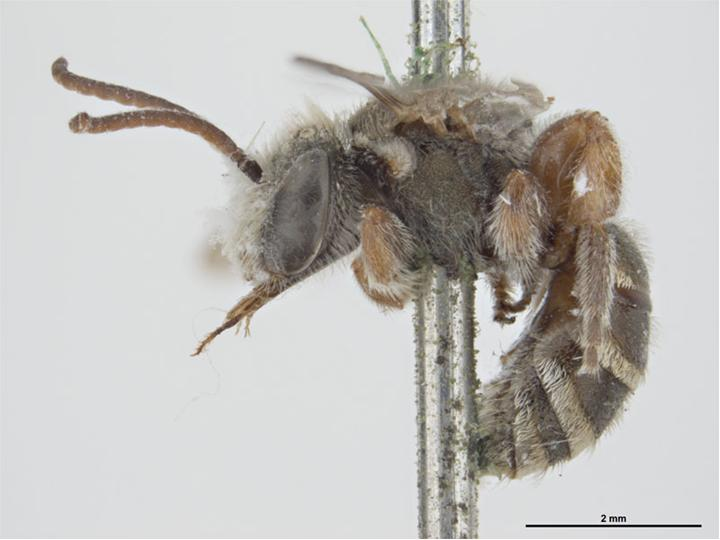